# Acadèmia naval
Una Acadèmia naval és una institució nacional que ofereix educació de nivell de pregrau per als futurs oficials navals. L'entrenament naval normalment tenia lloc tan sols en el mar fins al segle xx, fins i tot si els vaixells estaven permanentment amarrats. Per exemple, tant l'escola naval francesa com la britànica van construir en una època relativament recent les seves instal·lacions d'entrenament en terra ferma. Això contrasta amb els seus homòlegs militars de l'Exèrcit de terra, com l'Acadèmia Militar de Saint Cyr i la Reial Acadèmia Militar de Sandhurst, que tenen una història més extensa. Alguns països poden dur a terme l'entrenament dels seus futurs oficials navals en una universitat civil. Això és cert quan per motius econòmics resulta més pràctic fer servir infraestructures civils ja existents.